# Szymiszów (gromada)
Szymiszów (do 30 XII 1959 Rożniątów) – dawna gromada, czyli najmniejsza jednostka podziału terytorialnego Polskiej Rzeczypospolitej Ludowej w latach 1954–1972.
Gromady, z gromadzkimi radami narodowymi (GRN) jako organami władzy najniższego stopnia na wsi, funkcjonowały od reformy reorganizującej administrację wiejską przeprowadzonej jesienią 1954 do momentu ich zniesienia z dniem 1 stycznia 1973, tym samym wypierając organizację gminną w latach 1954–1972.
Gromadę Szymiszów z siedzibą GRN w Szymiszowie utworzono 31 grudnia 1959 w powiecie strzeleckim w woj. opolskim, przenosząc siedzibę GRN gromady Rożniątów z Rożniątowa do Szymiszowa i zmieniając nazwę jednostki na gromada Szymiszów. Dla gromady ustalono 27 członków gromadzkiej rady narodowej.
Gromadę zniesiono 31 grudnia 1961, a jej obszar włączono do nowo utworzonej gromady Strzelce Opolskie w tymże powiecie, oprócz wsi Kalinów, którą włączono do gromady Niwki tamże.